# 沙伊莱塞讷里
沙伊莱塞讷里（法語：Chailly-lès-Ennery，法語發音：[ʃaji lɛ.z‿ɛnʁi]，意为“埃讷里附近的沙伊”；洛林法兰克语：Kettchen）是法国摩泽尔省的一个市镇，属于梅斯区。

## 地理
沙伊莱塞讷里（49°12'24"N, 6°14'9"E）面积7.29 平方千米，位于法国大東部大區摩泽尔省，该省份为法国东北部内陆省份，是洛林的一部分，西南接默尔特-摩泽尔省，东临下莱茵省，北与卢森堡和德国接壤。
与沙伊莱塞讷里接壤的市镇（或旧市镇、城区）包括：昂蒂利、阿尔冈西、埃讷里、弗莱维、维日。

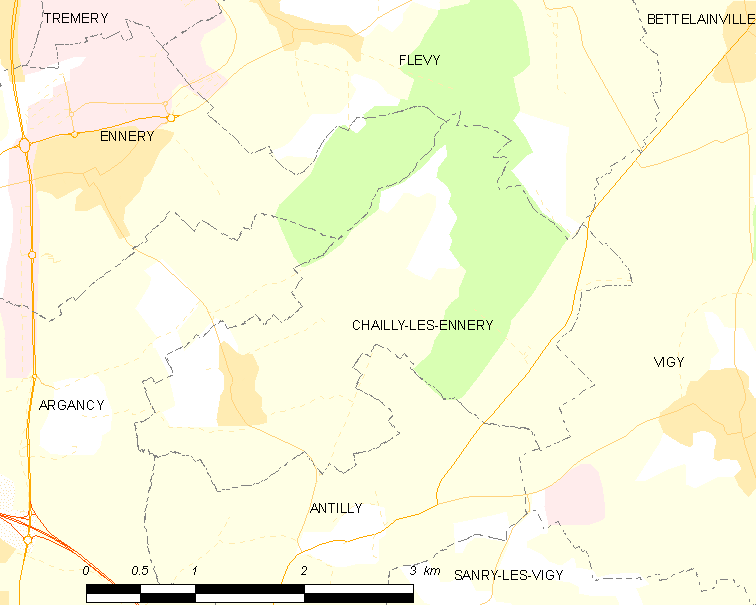
沙伊莱塞讷里的OSM定位图

沙伊莱塞讷里的时区为UTC+01:00、UTC+02:00（夏令时）。

## 行政
沙伊莱塞讷里的邮政编码为57365，INSEE市镇编码为57125。

## 政治
沙伊莱塞讷里所属的省级选区为梅斯地区县。

## 人口

1962-2008年间沙伊莱塞讷里人口变化图示

沙伊莱塞讷里于2022年1月1日时的人口数量为404人。